# 塔氏牙花鮨
塔氏牙花鮨，為輻鰭魚綱鱸形目鱸亞目鮨科的其中一種，分布於中東太平洋的庫克群島及社會群島海域，體長可達14.5公分，生活在礁石海域，為底棲性魚類，屬肉食性，生活習性不明。

## 擴展閱讀
維基物種上的相關：塔氏牙花鮨